# Serratella serrata
Serratella serrata är en dagsländeart som först beskrevs av Gary Scott Morgan 1911.  Serratella serrata ingår i släktet Serratella och familjen mossdagsländor. Inga underarter finns listade i Catalogue of Life.